# Château Grodziec
 (novembre 2021).
La mise en forme du texte ne suit pas les recommandations de Wikipédia : il faut le « wikifier ».
Les points d'amélioration suivants sont les cas les plus fréquents. Le détail des points à revoir est peut-être précisé sur la page de discussion.
- Les titres sont pré-formatés par le logiciel. Ils ne sont ni en capitales, ni en gras.
- Le texte ne doit pas être écrit en capitales (les noms de famille non plus), ni en gras, ni en italique, ni en « petit »…
- Le gras n'est utilisé que pour surligner le titre de l'article dans l'introduction, une seule fois.
- L'italique est rarement utilisé : mots en langue étrangère, titres d'œuvres, noms de bateaux, etc.
- Les citations ne sont pas en italique mais en corps de texte normal. Elles sont entourées par des guillemets français : « et ».
- Les listes à puces sont à éviter, des paragraphes rédigés étant largement préférés. Les tableaux sont à réserver à la présentation de données structurées (résultats, etc.).
- Les appels de note de bas de page (petits chiffres en exposant, introduits par l'outil «  Source ») sont à placer entre la fin de phrase et le point final[comme ça].
- Les liens internes (vers d'autres articles de Wikipédia) sont à choisir avec parcimonie. Créez des liens vers des articles approfondissant le sujet. Les termes génériques sans rapport avec le sujet sont à éviter, ainsi que les répétitions de liens vers un même terme.
- Les liens externes sont à placer uniquement dans une section « Liens externes », à la fin de l'article. Ces liens sont à choisir avec parcimonie suivant les règles définies. Si un lien sert de source à l'article, son insertion dans le texte est à faire par les notes de bas de page.
- La présentation des références doit suivre les conventions bibliographiques. Il est recommandé d'utiliser les modèles {{Ouvrage}}, {{Chapitre}}, {{Article}}, {{Lien web}} et/ou {{Bibliographie}}. Le mode d'édition visuel peut mettre en forme automatiquement les références.
- Insérer une infobox (cadre d'informations à droite) n'est pas obligatoire pour parachever la mise en page.

Pour une aide détaillée, merci de consulter Aide:Wikification.
Si vous pensez que ces points ont été résolus, vous pouvez retirer ce bandeau et améliorer la mise en forme d'un autre article.

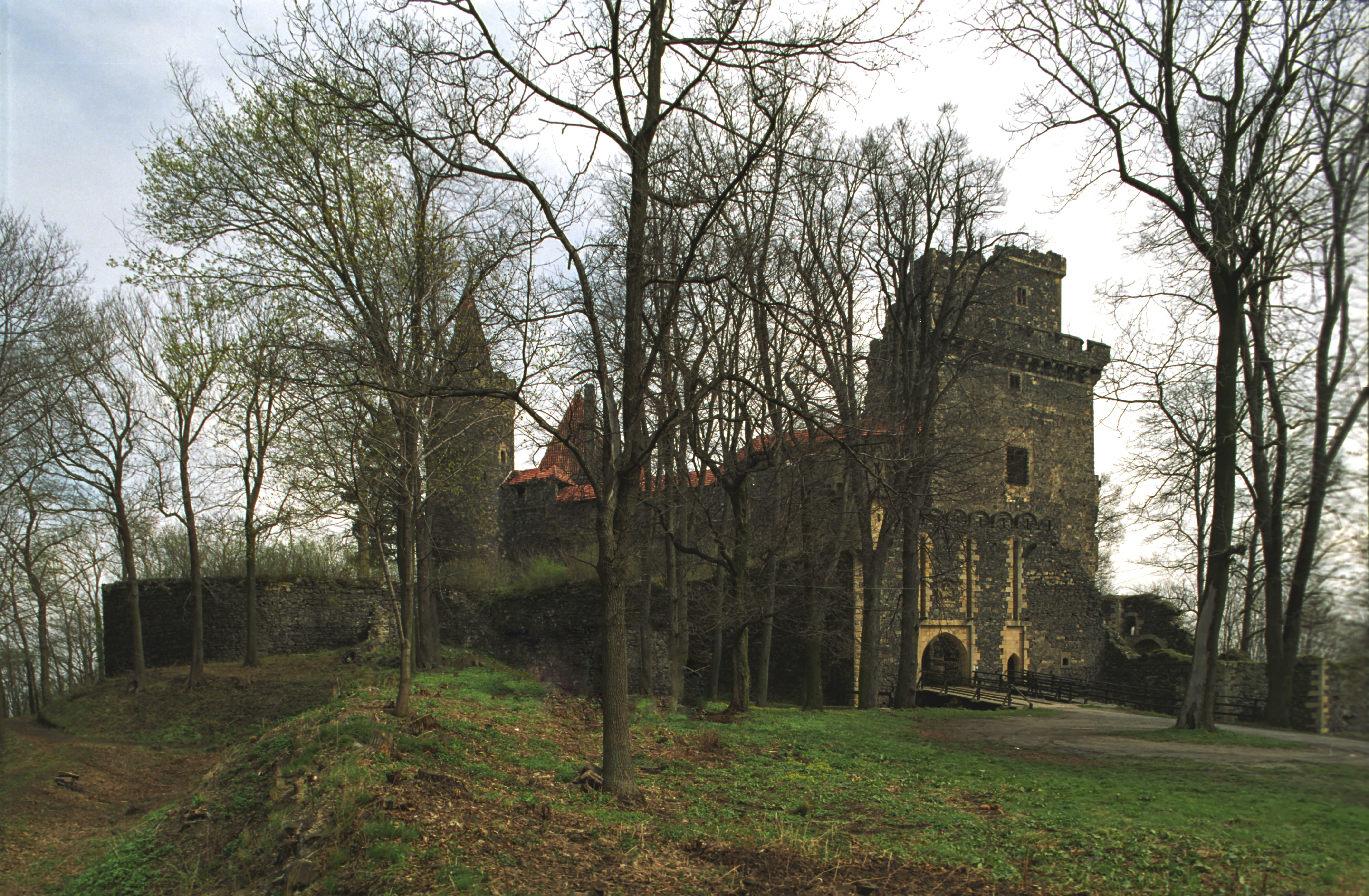
Le château Grodziec.

Le château Grodziec (en allemand : Gröditzburg) est un château gothique situé à proximité du village de Grodziec en Pologne (commune de Zagrodno, district de Złotoryja, voïvodie de Basse-Silésie), au sommet de la colline du même nom.
Il a été construit sur une colline volcanique à 389 mètres d’altitude. Le 11 mai 1951, le château a été enregistré à l’Institut national du patrimoine sous le numéro A/3515/279. Le sentier des châteaux de Piast passe à côté du château Grodziec.

## Historique
Les premières mentions du château médiéval remontent à 1155 et à 1175. Il est renommé pour être le château fort du peuple Bobrzanie. En 1175, le village Grodziec et le château sont la propriété du duc Boleslas Ier le Long. Son propriétaire suivant est Bolko Ier le Sévère, duc de Świdnica et de Jawor, qui agrandit sa résidence entre 1296 et 1301. Les propriétaires suivants sont consécutivement Boleslas III le Prodigue, le chevalier Budziwój de Niedźwiedzice et de Chojnów, Frédéric Ier de Legnica et Frédéric II de Legnica. En ce temps-là, le château est reconstruit en utilisant principalement de la pierre. Le bâtiment est érigé sur un plan d’hexagone, avec les tours aux coins et le donjon quadrangulaire. À l’époque des croisades contre les hussites, le château est pris et pillé par les troupes hussites. Au début du XVIe siècle, au nord-ouest du château, on construit un nouveau bâtiment, appelé le palais. Sous la gestion de Frédéric Ier, le château devient une grande forteresse, construite à l’exemple du château de Legnica. Entre 1522 et 1524, le château est à nouveau reconstruit, dans un style renaissance : les deux tours, du nord et du sud, sont érigées. C’est Wendelin Rosskopf de Zgorzelec qui dirige les travaux. Au milieu du XVIe siècle, Leonard von Skopp prend le château en location avant qu'il devienne le siège d’Henri XI de Głogów.
Pendant la guerre de Trente Ans, en septembre 1633, la majeure partie du château est détruite dans un incendie. Après quoi, la forteresse tombe en ruine pendant plusieurs années. Elle est partiellement reconstruite entre 1633 et 1672. En 1675, le château devient la propriété de l’empereur Léopold Ier de Habsbourg, et cinq ans plus tard, il est mis en gage au comte Walter von Gallas. Les propriétaires suivants du château sont le baron Hans von Frankenberg (dès 1700), le field marshal Frédéric Léopold von Gessler (dès 1749) et le comte Hans Heinrich VI von Hochberh de Książ et de Mieroszów (dès 1800). Au temps de ce dernier, on commence la reconstruction du château qui cible notamment la partie du palais. Quelques chambres sont remplies de pièces historiques et ouvertes à la visite. Le château est alors considéré comme le premier monument historique en Europe adapté aux touristes. En 1823, il devient la propriété de Wilhelm Chrystian Benecke de Berlin.
En 1899, Willibald von Dirksen achète le château. Après son anoblissement, le propriétaire décide de le reconstruire. En 1906, il commande des analyses et la création du projet à un célèbre architecte, Bodo Ebhardt, qui réalise sa tâche pendant deux ans. Après les analyses, il est décidé de ne pas reconstruire le bâtiment entier. Le donjon est conservé, ainsi que la faҫade sud-est et les restes de château en contrebas sous forme de ruine permanente. Dans les premiers temps, le palais est conservé par la construction d'une nouvelle toiture. Bien qu’à l’origine, il y ait eu un toit à deux versants, Bodo Ebhardt décide de construire le toit en croupe. De nouvelles portes ainsi que le mur d'enceinte et ses portiques sont également édifiés.
Le dernier propriétaire du château est Herbert von Dirksen, homme politique nazi et proche collaborateur d'Hitler. Entre 1939 et 1945, il visite souvent Grodziec, même pendant les derniers mois de la guerre. Capturé, il est interrogé par les Soviétiques puis, à l’aide des officiers allemands, il franchit la ligne de front, d’où il se dirige vers l’intérieur du Reich. En 1945, les objets des musées de Wrocław et de la bibliothèque d'État de Berlin sont rassemblés dans le château. Dans les années 1960, il est la propriété des autorités administratives de Złotoryja. En 1978, il appartient à la commune de Złotoryja. Il est aujourd’hui pris en location par Zenon Bernacki. Entre 2004 et 2005, on y tourne des films suisses, français, belges et russes. La télé-réalité française Le Royaume y a aussi été tournée.
Quelques événements régionaux et internationaux s'y déroulent.

## Architecture
Ce bâtiment constitue l’un de derniers palais existants jusqu’à aujourd’hui en Silésie. Aujourd’hui, le complexe se compose du château du haut et de l’avant-cour, de 270 mètres sur 140 mètres. La forme du château du haut rappelle l’hexagone irrégulier. Les éléments qui dominent sont le palais, la tour nord et le grand donjon du côté sud. Le mur du palais se plie à un angle de 30°. Le trait caractéristique de l'édifice est l’épaisseur irrégulière des murs, qui mesurent 5 mètres à la base et 2 mètres au premier étage. Le donjon, construit sur un plan de carré de 16 mètres de côté, est haut de plus de 26 mètres, sur six étages. La deuxième tour, dite « vieille », est plus petite. Elle est surmontée par un toit en croupe ainsi que par un hourd crénelé et des meurtrières. La communication entre les tours et le palais était possible grâce aux terrasses en bois et aux portiques. Les tours et les caponnières renforcent la capacité défensive du complexe, de même que l’avant-cour flanquée des tours.
Le château principal est une construction sur deux étages. Les sous-sol comprennent un réservoir d'eau. Autrefois, on y trouvait également la brasserie, le cellier et la salle à manger des domestiques. Avant la reconstruction, au rez-de-chaussée, se trouvaient les chambres d’amis, puis l’auberge des voyageurs et la cuisine. On y trouve deux autres pièces : la « grande salle » et une autre, plus petite, dotée d'un foyer gothique décoré de figures de lions.
Le premier et le deuxième étage servaient de résidence, comme l'indiquent les fenêtres dotées de vitraux. Dans la partie nord du deuxième étage se trouve la chapelle, adjacente à la « salle du chevalier » (la chambre la plus emblématique du château). Les portails gothiques conduisent de la salle du chevalier aux autres chambres (les anciennes chambres de la duchesse et de sa cour). Au sommet du château se trouve le hourd crénelé.